# 李世恩
李世恩（韓語：이세은，1980年8月31日—），韓國女演員。1999年MBC第28期公開選拔演員。
2015年3月6日與小3歲的未婚夫金英允在首爾凱悅大酒店舉行了婚禮，其未婚夫為富國證券老闆的兒子。

## 演出作品

### 電視劇
- 2002年：MBC《請預約愛情（朝鲜语：사랑을 예약하세요）》飾演 尹熙秀
- 2002年：SBS《野人時代》飾演 奈美子
- 2002年：KBS《動物園裏的人們（朝鲜语：동물원 사람들）》飾演 李世恩
- 2003年：KBS《保鏢（朝鲜语：보디가드 (2003년 드라마)）》飾演 韓申愛
- 2003年：MBC《大長今》飾演 朴阿烈
- 2005年：MBC《加油！金順》飾演 張恩珠
- 2005年：SBS《愛需要奇蹟（朝鲜语：사랑은 기적이 필요해）》飾演 劉世菲
- 2007年：SBS《淵蓋蘇文》飾演 高素媛
- 2007年：SBS《起飛》飾演 車宥利
- 2010年：KBS《近肖古王》飾演 魏紅蘭
- 2011年：KBS《Drama Special－我的妻子消失了》飾演 秀珍
- 2012年：TV朝鮮《地運數大通（朝鲜语：지운수대통）》飾演 韓秀慶
- 2014年：KBS《天上女人》飾演 李珍瑜（特別演出）
- 2014年：KBS《Drama Special－成為照片的女孩》飾演 閔允熙（特別演出）

### 電影
- 2000年：《到海邊去》
- 2004年：《筆仙》
- 2006年：《愛在那年盛夏》
- 2021年: 《以我兒子的名義（朝鲜语：아들의 이름으로）》

## 宣傳大使
- 2003年大邱大運會大使
- 2005 生活分享實踐總部公關大使
- 2007韓國首爾 江南區公關大使
- 2007 勝嘉苑公關大使
- 2010第二屆首爾國際超短片電影節大使
- 2011年長發公主捐贈大使
- 2014年美麗店形像大使

## 外部連結
- 李世恩的X（前Twitter）
- 李世恩的Instagram帳戶